# Przemiana martenzytyczna

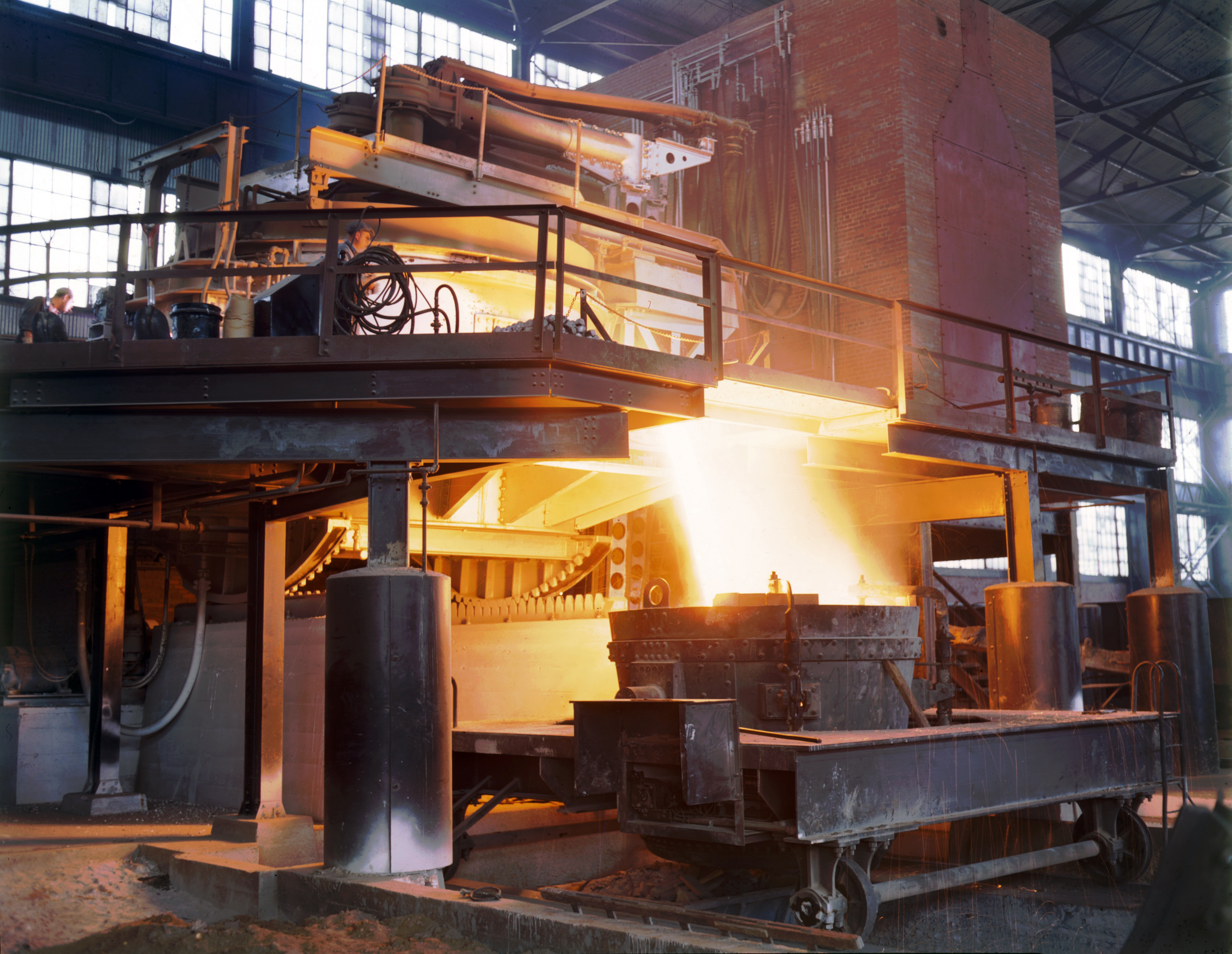
Spust roztopionej stali do czynnika chłodzącego

Przemiana martenzytyczna – przemiana fazowa pierwszego rodzaju zachodzącą mechanizmem bezdyfuzyjnym, której produktem jest struktura nazywana martenzytem.

## Ogólne informacje
W niniejszym artykule termin „martenzyt” używany jest w odniesieniu do produktu dowolnej przemiany martenzytycznej, a termin „austenit” odnosi się do fazy wysokotemperaturowej, nawet jeżeli opis nie dotyczy stali, od której wywodzą się powyższe określenia. W stosunku do austenitu nie wypracowano jeszcze jednoznacznego określenia, dlatego w literaturze polskiej i zagranicznej można najczęściej spotkać nazwy austenit lub faza macierzysta.
Przemiana martenzytyczna jest przemianą pierwszego rodzaju, a więc zachodzi poprzez zarodkowanie nowej fazy i wzrost jej zarodków. W silnie przechłodzonych stopach może dojść do zmiany fazy wysokotemperaturowej w nową fazę o dokładnie takim samym składzie chemicznym, lecz odmiennej strukturze krystalicznej. Z tego powodu przemianę martenzytyczną określa się mianem bezdyfuzyjnej. Pierwotnie terminem martenzyt określano produkt hartowania stali. Po pewnym czasie stwierdzono, że ta przemiana ma wiele wspólnych cech z innymi przemianami bezdyfuzyjnymi występującymi w innych układach. Produkty przemiany martenzytycznej w zależności od rodzaju stopu mogą mieć różne typy sieci i nie zawsze charakteryzują się wysoką twardością. Długo utrzymywało się przeświadczenie, że wszystkie przemiany martenzytyczne są atermiczne. Odkryto kilka układów, w których ten warunek nie jest spełniony.
Przemianom martenzytycznym ulega wiele różnych metali i ich stopów z niemetalami, np. Ti, Zr, Co, Na, Tl, Hg, Li, Fe–C, Fe–N, Cu–Sn, Cu–Zn, Cu–Al. Przemiany zachodzą wówczas, gdy odmiana alotropowa trwała w wyższej temperaturze zostaje bardzo szybko ochłodzona do temperatury, w której jest trwała druga z odmian. W tych warunkach nie jest możliwe utworzenie zarodków krystalizacji odmiany niskotemperaturowej na powierzchni krystalitów fazy wysokotemperaturowej, ponieważ szybkość dyfuzji jonów do powierzchni kryształów fazy przechłodzonej jest zbyt mała.

## Cechy przemiany

### Ogólne występujące cechy
- przemiana realizuje się przez ścinanie mechanizmami poślizgu lub bliźniakowania w oddzielnych fragmentach objętości materiału. Odkształcenie towarzyszące przemianie jest jednorodne w obrębie obszaru przemienionego i nazywane jest pierwotnym. Dla danego składu chemicznego występuje ściśle określona zależność orientacji krystalograficznej pomiędzy osnową i produktem przemiany, a także wyraźnie określona płaszczyzna habitus.
- przemiana jest bezdyfuzyjna i nie wymaga żadnych aktywowanych cieplnie ruchów atomów. Martenzyt zachowuje skład chemiczny austenitu, jak również porządek ułożenia atomów, jeśli faza wyjściowa posiadała np. nadstrukturę.
- przemiana wykazuje przemieszczeniowy (wojskowy) charakter przesunięcia atomów, czyli każdy atom porusza się w tym samym kierunku na odległość proporcjonalną do jego odległości od płaszczyzny wspólnej (inwariantnej) z fazą austenitu. Płaszczyzna pozostaje niezniekształcona i nieobrócona. Powierzchnia międzyfazowa osnowa-martenzyt może być traktowana jako układ dyslokacji, który przemieszczając się, przemienia sieć osnowy w sieć martenzytu. Wymaga to zaistnienia sprzężonego ruchu atomów. Rzeczywiste przemieszczenie każdego atomu względem sąsiada przy przejściu przez powierzchnię międzyfazową jest mniejsze od parametru sieci. Prędkość przemieszczania się powierzchni jest rzędu 105 cm/s[1][4].

### Częściowo występujące cechy
- atermiczna kinetyka procesu. W większości przypadków martenzyt zaczyna się tworzyć podczas chłodzenia po przekroczeniu temperatury Ms. Obniżanie temperatury poniżej Mf nie zwiększa ilości martenzytu. Odkształcenie plastyczne osnowy może spowodować powstanie martenzytu powyżej Ms, ale nie powyżej Md. Towarzyszący odkształceniu plastycznemu ruch dyslokacji ułatwia najprawdopodobniej zarodkowanie martenzytu. Przemianę martenzytyczną można wywołać również odpowiednio dużym odkształceniem.
- faza powstająca w wyniku przemiany martenzytycznej podczas chłodzenia może się takim samym mechanizmem przemienić w fazę wyjściową w trakcie następnego nagrzewania. Warunkiem koniecznym do spełnienia jest, aby proces nagrzewania nie uruchomił wydzielania zmieniającego skład chemiczny. Z tego powodu przemiany martenzytyczne można podzielić na:

a) nieodwracalne (np. stale)
b) odwracalne (np. stopy Ni-Ti).

### Cechy indywidualne
- w żelazoniklach o zawartości 30% Ni podczas chłodzenia przemiana przebiega w wyniku powstawania wciąż nowych płytek martenzytu, z których każda prawie natychmiast osiąga swój końcowy wymiar. Taki przebieg procesu jest charakterystyczny dla stopów o znacznym rozstępie temperatur Ms i As i gdy przemiana posiada dużą siłę pędną. Powstający zarodek martenzytu rośnie gwałtownie, dopóki nie spotka przeszkody strukturalnej w postaci granicy ziaren, czy innej płytki.
- w stopach Au-Cd tworzące się płytki martenzytu nie osiągają od razu końcowego wymiaru. Każdy zarodek rośnie gwałtownie do pewnej wielkości. W trakcie dalszego obniżania temperatury wzrost jest kontynuowany często w następstwie kolejnych skoków. Powiększanie siły pędnej przemiany powoduje dalszy wzrost płytek i zwiększa możliwość pojawienia się nowych.
- w stopach U-Cr pojawia się izotermiczny wzrost martenzytu. Objawia się to obniżaniem z czasem sił przeciwnych przemianie. Przeciwdziałająca przemianie energia odkształceń maleje z czasem w następstwie stopniowego rozwoju odkształceń plastycznych, bliźniakowania w martenzycie i poślizgu w austenitycznej osnowie[5].

## Termodynamiczna siła pędna
Utworzenie zarodków martenzytu wymaga znacznej energii dla pokonania oporu sprężystego austenitu, której musi dostarczyć energia swobodna związana ze zmianą objętości. Z tego powodu temperatura początku przemiany martenzytycznej Ms jest niższa od temperatury równowagi fazowej T0. Część energii mogą dostarczyć zewnętrznie przyłożone naprężenia, wskutek czego temperatura początku przemiany oznaczana jest jako Md i leży bliżej T0, niż temperatura Ms.
Przemiana martenzytyczna nie może przebiegać przy temperaturze równowagowej T0, ale wymaga określonego przechłodzenia. Jest to indywidualna wielkość dla danego stopu. Spowodowane jest to istnieniem hamującej proces energii powierzchniowej, energii odkształceń oraz energii potrzebnej na powstanie zarodków martenzytu.
Jeżeli zmiana energii swobodnej jako siły pędnej przemiany znacznie przewyższa energię odkształcenia, to odkształcenie austenitu ma charakter plastyczny i przebiega ona spontanicznie oraz jest nieodwracalna. W przypadku, gdy zmiana energii swobodnej różni się niewiele od energii w stanie równowagi termodynamicznej przemiany to taka przemiana ma charakter termosprężysty i jest odwracalna.

## Teorie opisujące przemiany martenzytyczne
Istnieją dwa podejścia do badań i opisu przemian martenzytycznych:
- zależności geometryczne i krystalograficzne między austenitem a martenzytem
- termodynamika i kinetyka przemiany.

### Teoria fenomenologiczna
Teoria fenomenologiczna opracowana została w 1953 roku przez Wechslera, Liebermana i Reada. Zajmuje się początkowym i końcowym stanem sieci krystalicznej podczas przemiany martenzytycznej. Nie precyzuje drogi, jaką atomy osiągnęły stan końcowy. Przy takim podejściu wyróżnia się dwa rodzaje odkształceń doprowadzających austenit do przemiany w martenzyt:
- odkształcenie sieci (odkształcenie Baina) – jednorodna deformacja, wywołującą zmianę kształtu, która może być obserwowana makroskopowo na polerowanych powierzchniach w postaci reliefu.
- odkształcenie niezmiennicze sieci – niejednorodna deformacja w dużo mniejszej skali obserwowana na płytkach martenzytu. Jeżeli deformacja przebiega mechanizmem bliźniakowania, to bliźniaki można obserwować przy pomocy mikroskopu świetlnego i elektronowego. Jeżeli realizuje się poprzez poślizg to aktywne dyslokacje i ich systemy poślizgu można obserwować tylko przy pomocy mikroskopu elektronowego.

Niejednorodne ścinanie w postaci poślizgu lub bliźniakowania kompensuje deformację kształtu wywołanego przez odkształcenie Baina. Najczęściej austenit podczas przemiany zostaje odkształcony plastycznie i traci zdolność do odwracalności przemiany. Jeżeli wzajemne dopasowanie sieci austenitu i tworzącego się martenzytu zachodzi przez odkształcenie sprężyste, to przemiana ma charakter odwracalny i nosi nazwę termosprężystej przemiany martenzytycznej.

### Teoria krystalograficzno-fenomenologiczna
Teoria krystalograficzno-fenomenologiczna opracowana została przez Bowlesa i Mackenziego na podstawie wcześniej opublikowanej teorii fenomenologicznej. Rozbudowali ją o wyznaczenie zależności krystalograficznych austenitu i martenzytu, określili płaszczyznę habitus oraz wyznaczyli wielkości odkształceń, jakie towarzyszą przemianie martenzytycznej. Teoria zakładała osiągnięcie najniższej wartości energii odkształcenia towarzyszącego przemianie. Warunek ten spełniony jest dla płaskiego niezmienniczego odkształcenia, przy czym płaszczyzną inwariantną jest płaszczyzna habitus. Ten rodzaj odkształcenia nie do końca tłumaczył przemianę austenitu w martenzyt. Dopiero koncepcja odkształcenia Baina uzupełniła teorię o ten aspekt.

## Przemiana martenzytyczna w metalach i ich stopach
Bezdyfuzyjne przemiany w metalach i ich stopach sklasyfikowano w trzech grupach. W pierwszej grupie znalazły się materiały, których faza rozpuszczalnika podczas przemiany martenzytycznej zmienia odmianę alotropową. Faza austenitu jest stabilna mechanicznie. Do drugiej grupy należą stopy β przestrzennie centrowane Hume’a-Rothery’ego. Charakteryzują się średnią stabilnością mechaniczną w temperaturach powyżej Ms. Do ostatniej grupy należą materiały o słabej stabilności mechanicznej austenitu.
Grupa I: martenzyt powstały w wyniku przemiany alotropowej fazy rozpuszczalnika
- żelazo i stopy na bazie żelaza
- mechanizm ścinający przemiany (kobalt, stopy na bazie kobaltu, metale ziem rzadkich, stopy na bazie metali ziem rzadkich, MnSi, TiCr2)
- przemiana z A2 do sieci gęsto upakowanych (tytan, stopy na bazie tytanu, cyrkon, stopy na bazie cyrkonu, stopy na bazie litu, tal)
- inne (np. pluton, uran, rtęć itp.).

Grupa II: stopy β przestrzennie centrowane Hume’a-Rothery’ego i stopy z pamięcią kształtu na bazie niklu
- stopy β miedzi, srebra i złota
- stopy β niklu (Ni-Ti-X, Ni-Al, Ni-Co-X, Ni3-XMXSn (M=Cu, Mn))
- stopy β kobaltu.

Grupa III: martenzyt powstały w wyniku bliźniakowania (z sieci regularnej na tetragonalną)
- stopy na bazie indu
- stopy na bazie magnezu
- 15 związków LaAgXIn1-X
- inne (np. Ru-Ta, Ru-Nb, YCu, LaCd)[9].

### Przemiana martenzytyczna w stopach żelaza

Rys. 1. Ilustracja bezdyfuzyjnej przemiany austenitu w martenzyt

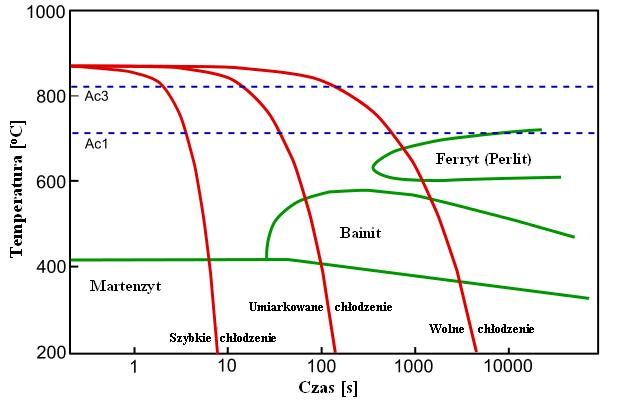
Rys. 2. Schemat wykresu CTPc dla stali uwzględniający zakresy istnienia martenzytu oraz szybkiej prędkości chłodzenia.

#### Ogólne informacje
Przemiana martenzytyczna w stopach na bazie żelaza jest bardzo dobrze poznana (w szczególności w stalach). Produktami takich przemian może być martenzyt o trzech różnych sieciach krystalicznych:
- α' – sieć regularna przestrzennie centrowana lub tetragonalna przestrzennie centrowana
- ε – sieć heksagonalna zwarta
- dalece uporządkowany – sieć tetragonalna ściennie centrowana[9].

#### Nieodwracalna przemiana martenzytyczna
Przemiana martenzytyczna w stalach jest przemianą bezdyfuzyjną i polega tylko na przebudowie struktury krystalicznej z regularnej ściennie centrowanej austenitu na regularną przestrzennie centrowaną martenzytu. Istnieje zależność zawartości węgla w martenzycie, a tetragonalnością martenzytu (rys. 1).
Zachodzi ona tylko w warunkach ciągłego chłodzenia w zakresie pomiędzy temperaturą Ms a temperaturą Mf (rys. 2). Obie temperatury zależą od składu chemicznego austenitu.
Przemiana martenzytyczna zachodzi z bardzo dużą prędkością, zbliżoną do prędkości rozchodzenia się dźwięku w stali. Przemiana następuje przez tworzenie się nowych zarodków martenzytu, nie zaś przez rozrost wcześniej powstałych.
„Igła” martenzytu jest w obrębie jednego ziarna ukierunkowana względem pozostałych pod kątem 60° lub 120°. Orientację krystalograficzną igieł martenzytu względem ziaren austenitu przedstawiono w poniższej tabeli:
| Zależność:         | Równoległość kierunków                                     | Równoległość płaszczyzn                                        |
| ------------------ | ---------------------------------------------------------- | -------------------------------------------------------------- |
| Baina              | {\displaystyle <110>_{\gamma }\parallel <100>_{\alpha }}   | {\displaystyle \{100\}_{\gamma }\parallel \{100\}_{\alpha }}   |
| Kurdjumowa-Sachsa  | {\displaystyle <110>_{\gamma }\parallel <111>_{\alpha }}   | {\displaystyle \{111\}_{\gamma }\parallel \{110\}_{\alpha }}   |
| Nishiyamy          | {\displaystyle <211>_{\gamma }\parallel <110>_{\alpha }}   | {\displaystyle \{111\}_{\gamma }\parallel \{110\}_{\alpha }}   |
| Greningera-Troiano | {\displaystyle <110>_{\gamma }\sim 2^{0}od<111>_{\alpha }} | {\displaystyle \{111\}_{\gamma }\sim 1^{0}od\{110\}_{\alpha }} |

Przemiana hamowana jest przez rosnące naprężenia ściskające. Jest to spowodowane większą objętością martenzytu niż austenitu. Bardzo często z tego powodu przemiana nie zachodzi do końca. Historycznie rozróżniano dwa rodzaje austenitu pozostałego po przemianie:
- austenit szczątkowy – austenit, który nie uległ przemianie podczas hartowania, gdy osiągnięto temperaturę Mf
- austenit resztkowy – austenit, który nie uległ przemianie podczas hartowania, gdy nie osiągnięto temperatury Mf.

Obecnie obowiązująca norma oba typy austenitu określa jednym mianem austenitu szczątkowego, bez rozróżnienia względem temperatury Mf.
Chwilowe zatrzymanie chłodzenia w zakresie temperatur Ms i Mf powoduje zwiększenie ilości austenitu szczątkowego w porównaniu do chłodzenia bez przystanku. Takie izotermiczne wytrzymanie określa się mianem stabilizacji austenitu.

##### Przebieg
- przebieg atermiczny – tworzenie się kryształów martenzytu z austenitu w ciągu 10−7s bez aktywacji cieplnej
- przebieg wybuchowy – tworzenie się kryształów martenzytu z austenitu w kilku nagłych wybuchach zachodzących wyłącznie poniżej 0 °C
- przebieg izotermiczny – tworzenie się kryształów martenzytu z austenitu, gdy temperatura Ms jest wysoka, a przemiana jest funkcją czasu i zależy od małej szybkości zarodkowania aktywowanego cieplnie[11].

##### Hartowność

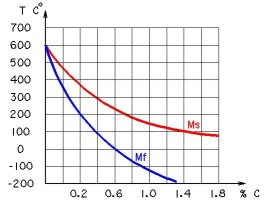
Rys. 3. Zależność temperatury początku (linia czerwona, M_{s}) i końca (linia niebieska, M_{f}) przemiany martenzytycznej od zawartości węgla

W stalach strukturę martenzytu uzyskuje się w wyniku hartowania. Hartowanie martenzytyczne polega na nagrzaniu stali do temperatury austenityzowania, wygrzaniu i chłodzeniu z szybkością większą od krytycznej. Przez hartowność rozumieć będziemy zdolność stali do tworzenia struktury martenzytycznej. Na hartowność wpływ mają:
- skład chemiczny austenitu – wszystkie pierwiastki stopowe oprócz kobaltu oraz krzemu (w stalach o niskiej zawartości innych dodatków stopowych) zwiększają hartowność (rys. 3)
- wielkość ziarna austenitu – im większe jest ziarno austenitu, tym większa jest hartowność
- jednorodność austenitu – im bardziej jednorodny jest austenit, tym większa jest hartowność
- obecność nierozpuszczonych cząstek podczas austenityzowania – im więcej jest takich cząstek, tym hartowność jest mniejsza[14].

#### Odwracalna przemiana martenzytyczna
W stopach z pamięcią kształtu na bazie żelaza zachodzi odwracalna przemiana martenzytyczna. Jest aktywowana naprężeniem zewnętrznym. Polega na przemianie austenitu w martenzyt ε. Płytki bliźniaków martenzytu wykazują charakterystyczną orientację krystalograficzną względem siebie. Z tego powodu austenit może przemienić się w cztery różne warianty martenzytu ε. Podstawowym stopem ulegającym takiej przemianie jest Fe-Mn. Domieszkuje się go krzemem, chromem, kobaltem, niklem i węglem. Uważa się, że poszczególne płytki martenzytu zarodkują niezależnie i dopiero w procesie wzrostu zderzają się ze sobą tworząc pasmową strukturę.

#### Odkształcenie Baina

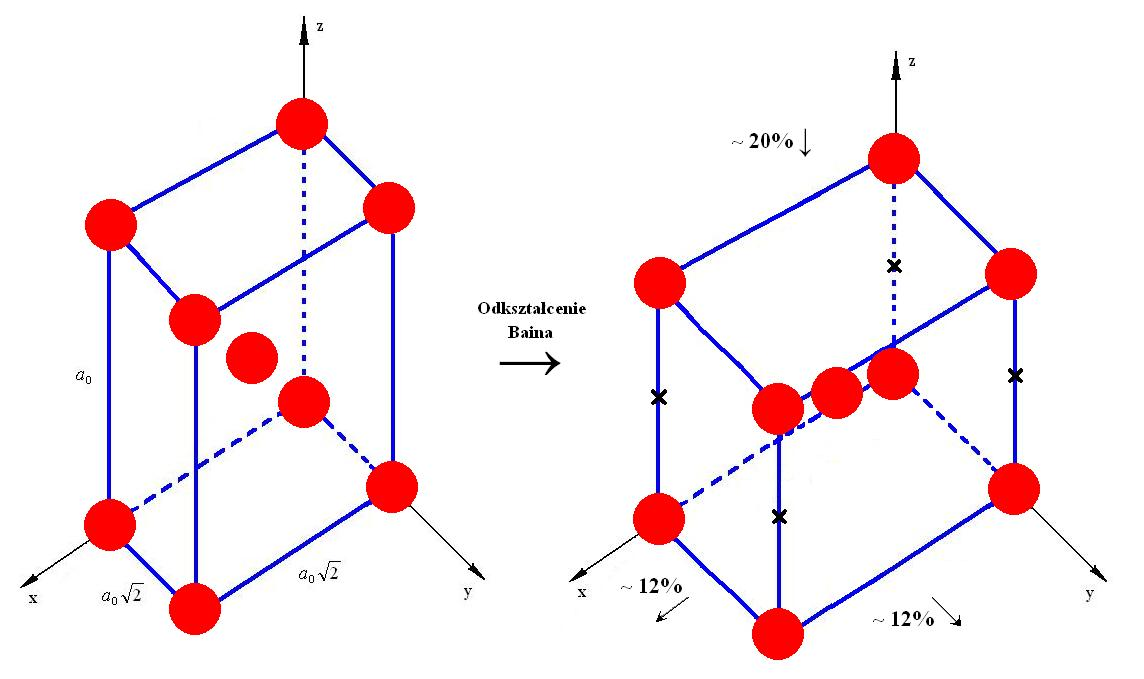
Rys. 4. Schemat przedstawiający ideę odkształcenia Baina:
Atomy w narożach i w środku komórki: __
Luki oktaedryczne przechodzące do komórki elementarnej martenzytu: X

W 1924 roku Edgar Bain (1891–1971) przedstawił model przekształcenia sieci austenitu w martenzyt. Wymaga on minimalnego przesunięcia atomów oraz minimalnego odkształcenia sieci wyjściowej. Odkształcenie związane jest z niewielką zmianą objętości i wymaga 20% ściśnięcia w kierunku, który staje się osią z martenzytu. W płaszczyźnie, w której leżą osie x i y martenzytu, występują 12% jednorodne wydłużenia. Do komórki elementarnej martenzytu przechodzą jedynie luki oktaedryczne, które w austenicie ułożone były w jednym kierunku (rys. 4).
Model odkształcenia Baina znajduje potwierdzenie w przypadku przemian w uporządkowanych stopach Fe-Pt i w stopach Fe-Al.
Odkształcenie Baina w pełni tłumaczy zależność krystalograficzną pomiędzy austenitem i ferrytem oraz pozwala zrozumieć istotę tetragonalności martenzytu. Ów model jest z kolei nie pozwala na wyjaśnienie wielkości odkształceń głównych, które są niezgodne z obserwacjami reliefu. Obserwacje te wskazywały na inwariantność (wspólność dla dwóch kryształów) płaszczyzny habitus.
Usunięto to przez założenie o możliwości niejednorodnego ścinania martenzytu występującego razem z odkształceniem Baina. W takim przypadku martenzyt nie będzie zmieniać sieci, a jedynie kształt kryształów. Pozwala to na utworzenie szczególnej płaszczyzny, która będzie makroskopowo inwariantna. Niejednorodne ścinanie odbywa się w mikroskopowych obszarach. Po rozważeniu wielu odległości międzyatomowych dochodzi do uśrednienia odkształcenia i w rezultacie makroskopowo powierzchnia międzyfazowa nie jest odkształcona.
Wewnętrzne odkształcenie martenzytu dla makroskopowo inwariantnej płaszczyzny jest obserwowane za pomocą mikroskopu elektronowego. Obserwacje ujawniają obecność pasm poślizgu lub bliźniaków deformacji w martenzycie. Ich grubość jest znacznie poniżej 1 μm.
Szczegółowa analiza wykazała istnienie makroskopowo inwariantnej płaszczyzny pomiędzy austenitem a martenzytem o wskaźnikach (259). Pokrywa się ona dokładnie z płaszczyzną habitus obserwowaną w martenzycie powstającym poniżej temperatury pokojowej lub w jej pobliżu.

### Przemiana martenzytyczna w stopach metali nieżelaznych
Delaey podzielił stopy metali nieżelaznych ulegających przemianie martenzytycznej na trzy podgrupy:
- graniczne roztwory stałe (stopy kobaltu, tytanu i cyrkonu)
- związki międzymetaliczne (stopy niklu, miedzi, srebra i glinu)
- stopy antyferromagnetyczne (stopy manganu i indu)[17].

#### Mechanizm ścinający przemiany
Podstawowym przykładem takiej przemiany jest przemiana martenzytyczna w kobalcie. Kobalt występuje w dwóch odmianach alotropowych, z których jedna jest stabilna powyżej 450 °C i posiada sieć regularną ściennie centrowaną. Druga jest stabilna w niższych temperaturach i posiada sieć heksagonalną. Z powodu niskiej temperatury przemiany alotropowej realizuje się ona mechanizmem ścinania. Przemiany tego typu będą się cechować:
- ścinanie towarzyszące przemianie może być osiągnięte poprzez przejście dyslokacji cząstkowej w każdej drugiej płaszczyźnie (dla Co wektor Burgersa dyslokacji wynosi a/6 <112>, a typ płaszczyzn (111))
- ścinanie prowadzi do powstania sieci o odmiennej symetrii (w Co z sieci A1 do A3)
- przemianie towarzyszy zmiana kształtu
- płaszczyzna inwariantna nie ulega zniekształceniu
- sieć krystaliczna osnowy otaczającej płytki martenzytu doznaje odkształceń niezmieniających sieci
- siła pędna przemiany indukowana jest różnicą energii swobodnych pomiędzy fazą wyjściową a produktem przemiany[18].

#### Termosprężysta przemiana martenzytyczna
Gdy odkształcenie postaciowe jest akomodowane sprężyście, staje się możliwe odwracalne przemieszczenie granicy rozdziału faz. Podczas chłodzenia rosnąca siła pędna przemiany jest równoważona energią odkształcenia magazynowaną w stopie podczas przemieszczania się granicy rozdziału faz. W wyniku sprężystej akomodacji granica rozdziału zachowuje swą charakterystyczną strukturę i ruchliwość.
Olson i Cohen jako warunek konieczny i wystarczający przemiany termosprężystej uznali bardzo niską wartość odkształcenia plastycznego w akomodacji odkształceń towarzyszących przemianie. Czynnikami, które pozytywnie wpływają na to, są:
- duży opór odkształcenia plastycznego
- mała wartość stałych sprężystości
- niewielka siła pędna dla zarodkowania
- odwracalny mechanizm uwalniania naprężeń.

Nawet idealna odwracalność przemieszczeń granicy rozdziału nie spowoduje rozpoczęcia przemiany, gdyż zarodkowanie wymaga określonego przechłodzenia. W rzeczywistości przemiana termosprężysta wykazuje odchylenie odwracalności wskutek tarcia sieciowego, wywołanego przemieszczającą się granicą rozdziału. Wymagane przechłodzenie jest niewielkie i wynosi najczęściej od 5 do 50 K.
Odwracalny ruch granic międzyfazowych w termosprężystej przemianie martenzytycznej jest podstawowym warunkiem wystąpienia efektu pamięci kształtu. Z tego powodu wykorzystywane materiały z pamięcią kształtu charakteryzują się małymi wartościami stałych sprężystości. Są to głównie stopy o strukturze faz β o sieci regularnej przestrzennie centrowanej.

### Porównanie przemian martenzytycznych w stopach metali
|                                 | Stopy żelaza                                                           | Stopy metali nieżelaznych                                 |
| ------------------------------- | ---------------------------------------------------------------------- | --------------------------------------------------------- |
| Typ przemiany                   | międzywęzłowy/substytucyjny                                            | substytucyjny                                             |
| Twardość                        | martenzyt uzyskany w wyniku hartowania jest dużo twardszy od austenitu | martenzyt jest niewiele twardszy lub miększy od austenitu |
| Histereza przemiany             | szeroka                                                                | wąska                                                     |
| Odkształcenie podczas przemiany | duże                                                                   | małe                                                      |
| Entalpia przemiany              | wysoka                                                                 | niska                                                     |
| Chemiczna siła pędna            | duża                                                                   | mała                                                      |
| Kinetyka przemiany              | atermiczna, wybuchowa, izotermiczna                                    | termosprężysta                                            |
| Front wzrostu                   | brak pojedynczej granicy międzyfazowej                                 | najczęściej występuje pojedyncza granica międzyfazowa     |
| Ruchliwość frontu               | wolny i nieodwracalny                                                  | szybki i odwracalny                                       |

## Przemiana martenzytyczna w niemetalach

### Związki nieorganiczne
Nieorganiczne związki charakteryzują się dużą różnorodnością sieci krystalicznych ze względu skład chemiczny i występowanie poszczególnych typów wiązań atomowych. W porównaniu do metali charakteryzują się niską symetrią w zarówno w fazie austenitu, jak i martenzytu. Wiele przemian pociąga za sobą zmianę struktury elektronowej związku przy stosunkowo nieznacznych zmianach objętości materiału.
Najczęściej technologicznie wykorzystywanym związkiem nieorganicznym ulegającym przemianie martenzytycznej jest ceramika cyrkonowa. Tlenek cyrkonu (ZrO2) podczas chłodzenia w temperaturze 2370 °C zmienia układ krystaliczny regularny (charakterystyczny dla cyrkonii) na układ tetragonalny. Dalsze chłodzenie powoduje drugą przemianę (martenzytyczną) przy temperaturze 950 °C na układ jednoskośny i zwiększenie objętości o około 3%. Przemiana martenzytyczna tlenku cyrkonu jest odwracalna, dlatego przy nagrzewaniu materiału do temperatury 1170 °C układ jednoskośny przemienia się w układ tetragonalny. Na obniżenie temperatury Ms największy wpływ mają:
- domieszkowanie
- zmiana wielkości proszku[21].

### Związki organiczne
Przemiana martenzytyczna w cylindrycznych kryształach białka spełnia życiowe funkcje w prostych układach biologicznych.
Kurczenie się pochewki ogonka bakteriofagów T może być opisane jako nieodwracalna przemiana martenzytyczna indukowana odkształceniem. Z kolei u wici przemiana polimorficzna występuje jako odwracalna przemiana martenzytyczna aktywowana naprężeniami (mechanizm podobny do efektu pamięci kształtu).

### Przykłady
W poniżej tabeli zawarte są informacje o przemianach martenzytycznych występujących w kilku niemetalach:
| Grupa                 | Związek                       | Wzór                  | Zmiana sieci przy przemianie                            |
| --------------------- | ----------------------------- | --------------------- | ------------------------------------------------------- |
| Związki nieorganiczne | Halogenki alkilowe i amoniowe | MX, NH4X              | typu NaCl ⇔ typu CsCl                                   |
| Związki nieorganiczne | Azotany                       | RbNO3                 | typu NaCl ⇔ romboedryczna ⇔ typu CsCl                   |
| Związki nieorganiczne | Azotany                       | KNO3, TlNO3, AgNO3    | rombowa ⇔ romboedryczna                                 |
| Związki nieorganiczne | Siarczki                      | MnS                   | typu blendy cynku ⇔ typu NaCl                           |
| Związki nieorganiczne | Siarczki                      | MnS                   | typu wurcytu ⇔ typu NaCl                                |
| Związki nieorganiczne | Siarczki                      | ZnS                   | typu blendy cynku ⇔ typu wurcytu                        |
| Związki nieorganiczne | Siarczki                      | BaS                   | typu NaCl ⇔ typu CsCl                                   |
| Minerały              | Krzemiany łańcuchowe          | MgSiO3                | rombowa ⇔ jednoskośna                                   |
| Minerały              | Krzemiany łańcuchowe          | CaSiO3                | jednoskośna ⇔ trójskośna                                |
| Minerały              | Krzemiany łańcuchowe          | FeSiO3                | rombowa ⇔ jednoskośna                                   |
| Minerały              | Krzemionka                    | Kwarc (SiO2)          | trygonalna ⇔ heksagonalna                               |
| Minerały              | Krzemionka                    | Trydymit (SiO2)       | heksagonalna ⇔ regularna (podobna do typu wurcytu)      |
| Minerały              | Krzemionka                    | Krystobalit (SiO2)    | regularna ⇔ tetragonalna (podobna do typu blendy cynku) |
| Ceramika              | Azotek boru                   | BN                    | typu wurcytu ⇔ typu grafitu                             |
| Ceramika              | Węgiel                        | C                     | typu wurcytu ⇔ grafit                                   |
| Ceramika              | Cyrkonia                      | ZrO2                  | tetragonalna ⇔ jednoskośna                              |
| Związki organiczne    | Polimery                      | Polietylen (CH2-CH2)n | rombowa ⇔ jednoskośna                                   |
| Cement                | Belit                         | 2CaO·SiO2             | trygonalna ⇔ rombowa ⇔ jednoskośna                      |

## Przemiana indukowana odkształceniem plastycznym
Przemiana indukowana odkształceniem plastycznym zachodzi w materiale, gdy działa na niego naprężenie nawet niższe od granicy plastyczności tego materiału. To zjawisko jest obserwowane dla wielu różnych przemian, zarówno dyfuzyjnych, jak i bazujących na mechanizmach ścinania.
W przypadku przemian martenzytycznych ze względu na miejsce zarodkowania martenzytu można przemianę podzielić na dwa podstawowe efekty:
- zorientowanie płytek martenzytu przy udziale naprężeń
- zorientowanie płynięcia materiału dookoła przemieniających się cząstek[23][24][25].

Pierwszy efekt objawia się w materiałach wykazujących tzw. efekt pamięci kształtu i pseudosprężystości. Przemiana może być odwracalna.
Drugi efekt pojawia się, gdy odkształcenie wywołane przez przemianę jest akomodowane przez odkształcenie plastyczne. W przypadku stali należy wziąć pod uwagę zmianę objętości oraz makroskopowy mechanizm ścinania. Zmiana objętości może być zrównoważona poprzez sprężyste lub plastyczne odkształcenie. Wpływ mechanizmu ścinania jest dużo silniejszy i może być on zakomodowany przez sprężyste odkształcenie w austenicie lub niesprężyste odkształcenie w martenzycie. Powoduje to powstanie samoakomodujących się płytek martenzytu.
Przemiana martenzytyczna indukowana odkształceniem plastycznym zachodzi w wysoko wytrzymałych, metastabilnych stalach austenitycznych zwanych stalami TRIP (ang.TRansformation-Induced Plasticity). Mogą powstać dwie odmiany martenzytu:
- paramagnetyczny martenzyt ε o sieci heksagonalnej zwartej
- ferromagnetyczny martenzyt α' o sieci regularnej przestrzennie centrowanej (martenzyt indukowany odkształceniem).

Ilość obu martenzytów zależy od:
- składu chemicznego
- wielkości naprężeń
- temperatury
- stopnia odkształcenia[26].

Najczęściej spotykaną drogą przemiany są zmiany sieci:
- austenit(γ) → martenzyt (ε) → martenzyt indukowany odkształceniem (α')

lub bezpośrednio
- austenit(γ) → martenzyt indukowany odkształceniem (α')[27].

Przy narastającym naprężeniu od temperatury Ms, aż do temperatury początku przemiany martenzytycznej przy występujących naprężeniach Msσ zwiększa się ilość uprzywilejowanych miejsc zarodkowania martenzytu. Powyżej temperatury Msσ, ale poniżej temperatury MD przemianę martenzytyczną może wywołać intensywne odkształcenie plastyczne materiału. W strefie intensywnych lokalnych odkształceń plastycznych zachodzi przemiana martenzytyczna, co zwiększa miejscowo wytrzymałość materiałów oraz podnosi współczynnik umocnienia. W efekcie rośnie odporność na pękanie, udarność lub tłoczność materiału. Temperatura Msσ jest granicą, w której przemiana może być aktywowana tylko przez odkształcenie sprężyste. Powyżej tej temperatury przemianie w martenzyt będzie towarzyszyć plastyczne płynięcie materiału. Wtedy zaczynają pojawiać się uprzywilejowane miejsca do zarodkowania martenzytu aktywowanego odkształceniem. Końcową temperaturą, w której austenit może ulec przemianie tym mechanizmem, jest temperatura MD.
Historyczna nazwa zjawiska TRIP nie odzwierciedla rzeczywistej sytuacji fizycznej. Przemiana w rzeczywistości indukowana jest naprężeniem lub temperaturą. Odkształcenie plastyczne umożliwia lub ułatwia zarodkowanie martenzytu.
Z tego powodu temperatura Msσ oznacza temperaturę, powyżej której dla obciążanego mechanicznie materiału następuje najpierw deformacja plastyczna przez poślizg, a następnie odkształcenie niesprężyste. Spowodowane jest to jednoczesnym zaistnieniem odkształcenia niesprężystego i przemiany martenzytycznej.
Temperatura MD oznacza temperaturę powyżej, której niemożliwe jest spowodowanie zachodzenia przemiany martenzytycznej poprzez przyłożenie obciążenia mechanicznego.

## Ferromagnetyczny (magnetyczny) efekt pamięci kształtu
Ferromagnetyczna przemiana martenzytyczna jest to pojawienie się odkształcenia w wyniku zaistnienia pola magnetycznego. Pole to zmienia strukturę bliźniaków zgodnie z kierunkiem łatwego namagnesowania. Makroskopowo objawia się to zmianą kształtu materiału. Ferromagnetyczne stopy z pamięcią kształtu wyróżniają się tym od termosprężystych stopów z pamięcią kształtu tym, że pole magnetyczne indukuje zmianę kształtu i następuje głównie tylko w niskotemperaturowej fazie martenzytu. Granice bliźniacze wędrują między obszarami o różnym namagnesowaniu. Zjawisko jest tym efektywniejsze, im większa jest anizotropia magnetokrystaliczna. Jest to też jeden z aspektów odróżniających przemianę od zjawiska magnetostrykcji. Najlepiej poznanymi materiałami ulegającymi ferromagnetycznej przemianie martenzytycznej są stopy na bazie żelaza (Fe-Ni-Co-Ti, Fe-Pt i Fe-Pd) oraz na bazie niklu (Ni-Mn-Ga).